# Jaśki (województwo warmińsko-mazurskie)
Jaśki – wieś w Polsce położona w województwie warmińsko-mazurskim, w powiecie oleckim, w gminie Olecko. W latach 1975–1998 miejscowość administracyjnie należała do województwa suwalskiego.
Wieś czynszowa istniała już w 1562 r., lokowana na prawie chełmińskim 24 października 1563, kiedy książę Albrecht zatwierdził sprzedaż Jaśkowi z Kukowa trzech włók sołeckich z warunkiem, by 30 włók na obsadził chłopami czynszowymi. W 1600 roku w Jaśkach mieszkali sami Polacy. W XVII wieku miejscowi chłopi mieli obowiązek odrabiania szarwarku w folwarku domenialnym w Sedrankach.
Szkoła powstała tu między 1737 a 1740 rokiem. W roku 1935 zatrudniała jednego nauczyciela i miała w klasach od pierwszej do czwartej 32 uczniów, a w klasach od piątej do ósmej - 27. W 1939 roku wieś miała 318 mieszkańców. Nazwę wsi nieznacznie zgermanizowano w roku 1938. W dokumentach wieś nazywana była w przeszłości: Jaschken, Jasken, Jesken. 
Zobacz też: Jaśki